# Thomisus viveki
Thomisus viveki är en spindelart som beskrevs av Gajbe 2004. Thomisus viveki ingår i släktet Thomisus och familjen krabbspindlar. Inga underarter finns listade i Catalogue of Life.